# José Luiz Ferreira Rodrigues
José Luiz Ferreira Rodrigues (født 6. juli 1946) er en tidligere brasiliansk fodboldspiller og træner.
Han har tidligere trænet Kawasaki Frontale.